# Maxipop
 (mars 2019).
Maxipop est un ancien hebdomadaire musical français.
Son premier numéro paraît le 29 juin 1972, le dernier en mars 1973, soit 28 numéros.
Il est créé par l'ancien imprimeur de l'hebdomadaire Pop Music et l'équipe éditoriale de Pop 2000, dirigée par Mike Lécuyer et Jacques Barbier.
Le rédacteur en chef est Jacques Leblanc secondé  par Alain Lemaire, tous deux principaux rédacteurs des textes, et le directeur de la publication G. Noël.
Il est distribué par les NMPP.
En mars 1973, il est absorbé par Pop Music et devient Pop Music Maxipop, dirigé par Franck G. Lipsik.